# ایلیان گاروف
ایلیان گاروف (بلغاری: Илиян Страхилов Гаров؛ زادهٔ ۸ ژانویهٔ ۱۹۸۴) بازیکن فوتبال اهل بلغارستان است.
از باشگاه‌هایی که در آن بازی کرده است می‌توان به باشگاه فوتبال بوتو پلوودیو، باشگاه فوتبال لوکوموتیو صوفیه، و باشگاه فوتبال ویکینگور اشاره کرد.